# The Company (banda filipina)

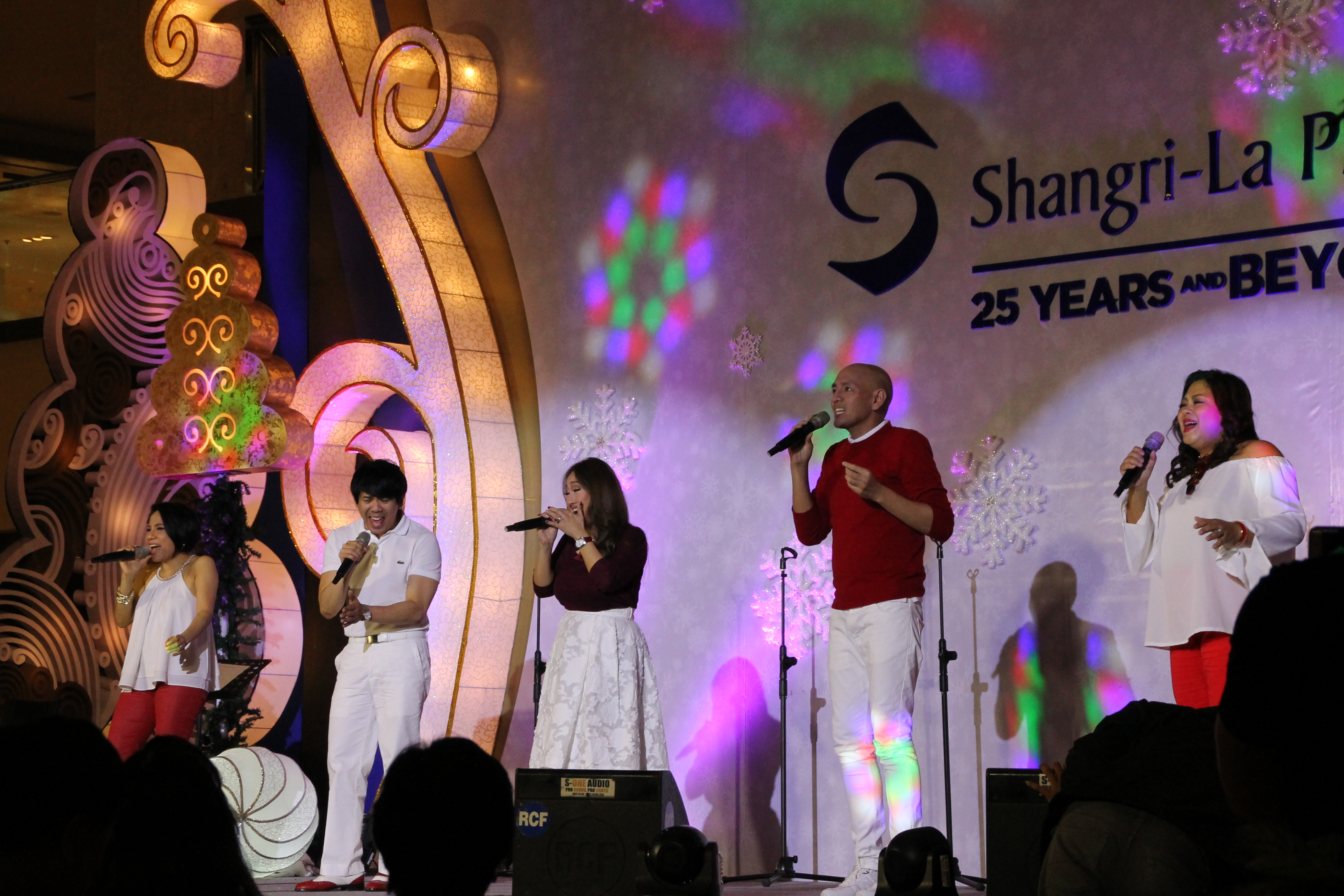
The Company en concierto en el Shangrila Plaza Mall (Filipinas)

The Company (en español: La Compañía), es una banda vocal musical filipina formada en 1985 de música jazz, pop, como también el canto a capella. La banda está integrada actualmente por Moy Ortiz (uno de los primeros fundadores), Annie Quintos, Sweet Plantado, Cecile Bautista y OJ Mariano. 

## Historia
Sus primeros integrantes fueron unos jóvenes estudiantes de la Universidad Ateneo de Manila que entre 1981 y 1983, decidieron formar una banda musical. Moy Ortiz, uno de los fundadores, fue el director musical de la banda y le dio a la banda el nombre The Company, inspirado en la comedia musical Company, cuyo compositor, Stephen Sondheim, fue una influencia para el grupo. La banda incursionó en distintos géneros musicales, como el jazz y el canto a capela.
En la década de los años 80, lanzan su primer sencillo titulado «Everlasting Love», para el que contaron además con la colaboración de otros artistas como  Luigi De Dios y Rina Caniza. En la década de los 90, se convierte en uno de los grupos más famosos gracias a sus primeros sencillos como «Muntik na Kitang Minamal (I almost loved you)» y «Now that I have you»,  ambos extraídos del álbum Six by 6 de 1992.
En 2014, OJ Mariano se une a la banda tras reemplazar a su exintegrante Jay Marquez.

## Discografía
- 'Yon Na! - 1991
- Six by 6 - 1992
- Christmas CompanY - 1993
- HarmonY - 1994
- For The Long Run - 1995
- STRETCH  1996
- Greatest Hits - 1997
- RecycleDeluxe - 1998
- RecycleDeluxe II - 1999
- Storybook - 2001
- Greatest Hits . The Legend Series - 2001
- Live at the CCP! - 2003
- Mahal Kong Radyo - 2004
- The AnthologY. 20th Anniversary Celebration - 2005
- 2 in 1 Series - 2005
- The Christmas Album - 2006
- Sing Like A Champion DVD - 2006
- Destination Bossa - 2007
- Group Hug (with Gerard Salonga and FILharmoniKA) - 2008
- Lighthearted - 2010
- The Definitive Collection - 2010
- Lighthearted 2  - 2012
- Lighthearted OPM - 2013
- Lighthearted OPM 2 - 2014
- Nostalgia - 2016